# 拉氏袋熊屬
拉氏袋熊屬是已滅絕的大型袋熊，體重可達100（220磅）。目前已知拉氏袋熊屬下包括兩種：發現於上新世昆士蘭州的Ramsayia lemleyi，以及更新世晚期昆士蘭州與南威爾斯的Ramsayia magna。拉氏袋熊屬較大的上頜前棘意味著牠們具有大而多肉的鼻子，除此之外牠們的頭顱與巨河狸屬及大河狸屬外型十分相似，且從顱骨外型推測牠們並不像現存袋熊那樣具有挖掘地穴的能力。支序分類學分析顯示拉氏袋熊屬與其他大型袋熊如大袋熊屬及Sedophascolomys為近親。和其他大型袋熊一樣，拉氏袋熊屬的體型被認為是為了能夠大量攝取低營養價值的植物組織。目前最晚發現的拉氏袋熊屬化石出土於80,000年前的更新世晚期地層，科學家仍未釐清牠們確切的滅絕時間以及原因。 